# بالگردگاه تاسیوساک (کوالک)
بالگردگاه تاسیوساک (کوالک) (به انگلیسی: Tasiusaq Heliport (Kujalleq)) یک فرودگاه همگانی است. این فرودگاه در کشور گرينلند قرار دارد .